# Abdellah Blinda
Abdellah Blinda (25 de setembro de 1951 — 17 de março de 2010) foi um futebolista profissional e treinador de futebol marroquino. 

## Carreira
Ele jogou handebol, antes do futebol. Comandou o Marrocos  na Copa do Mundo de 1994.